# Morelia (telenovela)
Morelia es una telenovela mexicana producida por Televisa y Star Television Productions. Es una adaptación de la telenovela venezolana La Zulianita, original de Delia Fiallo.
Protagonizada por Alpha Acosta,  Arturo Peniche y la participación antagónica de la ex Miss Universo Cecilia Bolocco; con las actuaciones estelares de Lupita Ferrer, Ana Bertha Espín y el primer actor Salvador Pineda. Producida por la peruana Malú Crousillat, hija del productor José Enrique Crousillat, quien en ese momento era administrador de América Televisión.

## Trama
Morelia Solórzano es una joven de un pueblo de Michoacán. Acaba de perder al hombre que creía su padre, quien fallece sin revelarle el secreto de su verdadero origen. Mientras tanto, un terrateniente del pueblo comienza a hostigar constantemente a la joven, hasta que Morelia decide huir a Estados Unidos y deja atrás a su madre y a su hermano Beto.
Morelia llega a la ciudad de Miami sin dinero ni un lugar donde hospedarse, por lo que tiene que trabajar como mesera en un club nocturno para sobrevivir. En su primer día de trabajo, un cliente insolente de nombre Le Blanc le hace proposiciones indecorosas y Morelia reacciona con furia, dándole una bofetada. En venganza, Le Blanc la acusa de haberle robado la cartera, pero gracias a la intervención de Carlos Montero, un abogado venido a menos, la joven se salva de ir a la cárcel, aunque pierde su empleo.
Poco después, Morelia empieza a trabajar como sirvienta en la casa de la familia Campos-Miranda, donde conoce al hijo mayor, José Enrique. Entre ellos surge un romance al que todos se opondrán, en especial Karina Lafontaine, la prometida de José Enrique.

## Elenco
- Alpha Acosta - Morelia Solórzano Ríos / Morelia Montero Iturbide / Amanda Weiss
- Arturo Peniche - José Enrique Campos-Miranda
- Cecilia Bolocco - Karina Lafontaine de Montero
- Manolo Pérez Morales - Licenciado Carlos Montero (Padre de Morelia)
- Lupita Ferrer - Ofelia Campos-Miranda de Santibáñez
- Jorge Salinas - Alberto "Beto" Solórzano Ríos
- Salvador Pineda - Federico Campos-Miranda
- Sergio Basáñez - Luis Campos Miranda
- Herminia Martínez - Antonia Iturbide Pimentel vda. de Campos-Miranda
- Mara Croatto - Sarah Mendizábal
- Ana Bertha Espín - Magdalena Ríos vda. de Solórzano
- Eugenio Cobo - Arturo Solórzano
- Juan Pablo Gamboa - Osvaldo Valenzuela
- Manuel Ojeda - Don Genaro
- Giselle Blondet - Liza Marsella
- Fernando Carrera - Bosco Sartini
- Norma Zúñiga - Mercedes
- Raquel Montero - Julieta vda. de Lafontaine
- Aarón Hernán - Don Lauro
- Javier Alberdi - Gustavo Santibáñez
- Diana Quijano -  Alexa Ramírez "La Gata"
- Odalys García - Reina
- Ana Margo - Kika
- Ramón Abascal - Germán Doré
- Manuel Guízar - Avelino Robles
- Patricia Noguera - Dania
- René Lavan - Rony
- Mario Martín - Benjamín Le Blanc
- Marcela Cardona - Jackie Campos-Miranda
- Kanela - Juanita
- Humberto Rosenfeld - Tomy
- Raúl Durán - Efraín
- Araceli Martínez - Mireya
- Maritza Morgado - Lizette
- Jorge García Bustamante - Landa
- Teresa Mayan - Carmita
- Adal Ramones - José Armando
- Julio Martínez - Barbarito
- Nury Flores - Lala
- Liliana Rodríguez - Lulú
- Marta Velasco - Omara
- Andy Méndez - Pillete / Enriquito Campos-Miranda Montero
- Armando Roblán - Calvo

## Producción
- Historia original: Delia Fiallo
- Adaptación: Ximena Suárez
- Tema musical: Morelia
- Intérprete: Cristian Castro
- Música incidental: Rey Casas, Raúl Rodríguez
- Ambientación: Viviana Molinares
- Escenografía: Mirsa Paz
- Realización de escenografía: Arturo Zapata
- Dirección de iluminación: Eduardo Dávila
- Diseño de vestuario: Lázaro Horta
- Ing. jefe de edición: Simón García
- Jefe de estudio: José Luis Gill
- Dirección de exteriores: Andrei Zinca
- Producción de exteriores: Norma Belgrano
- Producción de estudio: Jairo Arcila
- Dirección general: Grazio D'Angelo
- Producción ejecutiva: Malú Crousillat

## Versiones
Morelia es un remake de La Zulianita (1977), producida por Venevisión (Venezuela) y protagonizada por Lupita Ferrer, José Bardina y antagonizada por Chelo Rodríguez. Otras versiones son:
- María de nadie (1986), producida por Crustel S.A. (Argentina), dirigida por Roberto Denis y Roberto Gómez y protagonizada por Grecia Colmenares y Jorge Martínez, y antagonizada por Hilda Bernard y Cecilia Cenci.
- Maribel (1989), otra versión venezolana pero algo modificada, realizada por Venevisión y protagonizada por Tatiana Capote y Luis José Santander, y antagonizada por Yolanda Méndez.
- Un refugio para el amor (2012), producida por Ignacio Sada Madero para Televisa y protagonizada por Zuria Vega y Gabriel Soto, y antagonizada por Laura Flores y Jessica Coch.

## Premios y nominaciones

### Premios TVyNovelas 1996
| Categoría            | Nominada     | Resultado |
| -------------------- | ------------ | --------- |
| Lanzamiento femenino | Alpha Acosta | Nominada  |